# Список глав государств в 1168 году
Список глав государств в 1167 году — 1168 год — Список глав государств в 1169 году — Список глав государств по годам

## Азия
- Аббасидский халифат — Аль-Мустанджид Биллах, халиф (1160 — 1170)
- Анатолийские бейлики —
  - Артукиды — 
    - Мухаммад ибн Кара-Арслан, эмир (Хисн Кайф) (1167 — 1185)
    - Алпы Наджм, эмир (Мардин) (1152 — 1176)

  - Данишмендиды — 
    - Шамс ад-Дин Исмаил, мелик (в Сивасе) (1166 — 1172)
    - Насреддин Мухаммед, эмир (в Малатье) (1162 — 1170, 1175 — 1178)

  - Иналогуллары — Махмуд, эмир (1142 — 1183)
  - Менгджуки (Менгучегиды) — Фахр ад-дин Бахрам-шах, бей (1155 — 1218)
  - Салтукиды — 
    - Салтук II, эмир (1132 — 1168)
    - Насир ад-дин Мухаммад, эмир (1168 — 1191)

  - Шах-Армениды — Сукман II Насир ад-дин , эмир (1128 — 1185)
- Антиохийское княжество — Боэмунд III, князь (1163 — 1201)
- Армения —
  - Киликийское царство — Торос II Великий, князь (1145 — 1169)
  - Сюникское царство — Гасан Геракареци, царь (1166 — 1170)
- Восточно-Караханидское ханство — 
  - Мухаммед III Богра-хан, хан (в Кашгаре) (1156 — 1180)
  - Ибрахим III Богра-хан, хан (в Узкенде) (1162 — 1178)
- Газневидское государство — Хосров Малик, султан (1160 — 1186)
- Грузинское царство — Георгий III, царь (1156 — 1184)
- Гуриды — Гийас уд-Дин, султан (1163 — 1202)
  - Шамс уд-Дин, малик (в Бамийане) (1163 — 1192)
- Дайвьет — Ли Ан Тонг, император[англ.] (1138 — 1175)
- Дали (Дачжун) — Дуань Чжэнсин, король (1147 — 1171)
- Западно-Караханидское ханство — Масуд-хан, хан (1163 — 1178)
- Иерусалимское королевство — Амори I, король (1162 — 1174)
- Ильдегизиды — Шамс ад-Дин Ильдегиз, великий атабек (1136 — 1175)
- Индия —
  - Венад[англ.] — Вира Адитья Варма, махараджа[англ.] (1167 — 1173)
  - Западные Чалукья[англ.] — Джагадекамалла III, махараджа (1164 — 1183)
  - Какатия — Пратарапудра I, раджа (1158 — 1195)
  - Калачури[англ.] — Совидева, раджа[англ.] (1168 — 1176)
  - Качари — Суражит, царь (ок. 1155 — ок. 1180)
  - Пала — Говиндапала, царь (1162 — 1174)
  - Парамара[англ.] — Виндхьяварман, махараджа[англ.] (1160 — 1193)
  - Сена — Баллала Сена, раджа (1159 — 1179)
  - Соланки — Кумарапала, раджа (1143 — 1173)
  - Хойсала — Нарасимха I, перманади (1152 — 1173)
  - Чандела — Парамарди, раджа (1165 — 1203)
  - Чола — Раджараджа Чола II, махараджа (1150 — 1173)
  - Ядавы (Сеунадеша) — Калия Баллала, махараджа (1165 — 1173)
- Иран —
  -  Баванди — Хасан I, испахбад (1165 — 1173)
  -  Хазараспиды — Абу Тахир ибн Мухаммад, атабек (1148 — 1203)
- Йемен —
  - Зурайиды — 
    - Мухаммад II, амир (1166 — 1174)
    - Абус Сюид II, амир (1166 — 1174)

  - Махдиды — Абд ан-Наби ибн Али, амир (1163 — 1174)
  -  Хамданиды — Али бин Хатим, султан (1161 — 1174)
- Кедах — Муджафар Шах I, султан[англ.] (1136 — 1179)
- Китай — 
  -  Империя Сун  — Сяо-цзун (Чжао Шэнь), император (1162 — 1189)
  - Западное Ся — Жэнь-цзун (Ли Жэньсяо), император (1139 — 1193)
    - Найманская империя — Инанч-хан (Инанч-бука, Эният-хан, Иоанн-хан по Гумилеву) (ок. 1160 - 90 гг. .)
    - Кереитское ханство— Хурджакус (Кириакос или Григорий) Буюрук-хан (1150е—1171)
    - Монгольское ханство — Есугей (1160 - 1171)

  - Каракитайское ханство (Западное Ляо) — Елюй Пусувань, императрица (1163 — 1177)
  - Цзинь — Ваньянь Улу (Ши-цзун), император (1161 — 1189)
- Кхмерская империя (Камбуджадеша) — Трибхуванадитьяварман, император (1166 — 1177)
- Конийский (Румский) султанат — Кылыч-Арслан II, султан (1156 — 1192)
- Корея (Корё)  — Ыйджон, ван (1146 — 1170)
- Лемро — Минонса, царь[англ.] (1167 — 1174)
- Мальдивы — Мути, султан (1166 — 1185)
- Паган — Нарату, царь[англ.] (1167 — 1171)
- Полоннарува — Паракрамабаху I, царь (1153 — 1186)
- Сельджукская империя — 
  - Иракский султанат — Арслан-шах, султан (1161 — 1177)
  - Керманский султанат — Тогрул-шах, султан (1156 — 1169)
  - Нур ад-Дин Махмуд, атабек Алеппо (1146 — 1174)
  - Нур ад-Дин Махмуд, эмир Дамаска (1154 — 1174)
  - Кутб ад-Дин Мавдуд, эмир Масула (1149 — 1170)
- Сунда — Дармакусумах, махараджа (1156 — 1175)
- Графство Триполи — Раймунд III, граф (1152 — 1187)
- Тямпа — Джая Индраварман IV, князь (1167 — 1190)
- Государство Хорезмшахов — Тадж ад-Дин Ил-Арслан, хорезмшах (1156 — 1172)
- Шеддадиды (Анийский эмират) — Шаханшах ибн Махмуд, эмир (1164 — 1174)
- Ширван — Ахситан I, ширваншах (1160 — 1197)
- Япония — 
  - Рокудзё, император (1165 — 1168)
  - Такакура, император (1168 — 1180)

## Африка
- Альмохады — Абу Якуб Юсуф, халиф (1163 — 1184)
- Гана — Бирама, царь (1160 — 1180)
- Гао — Бере Фолоко, дья (ок. 1140 — ок. 1170)
- Канем — Бири I, маи (1150 — 1176)
- Килва — Давуд ибн Сулейман, султан (1131 — 1170)
- Макурия — Моисей, царь (ок. 1158 — ок. 1174)
- Нри[англ.] — Буифе, эзе[англ.] (1159 — 1259)
- Фатимидский халифат — Аль-Адид Лидиниллах, халиф (1160 — 1171)
- Эфиопия — Наакуето Лааб, император (1159 — 1207)

## Европа
- Англия — Генрих II Плантагенет, король (1154 — 1189)
- Венгрия — Иштван III, король (1162 — 1172)
- Венецианская республика — Витале II Микель, дож (1156 — 1172)
- Византийская империя — Мануил I Комнин, император (1143 — 1180)
- Дания — Вальдемар I Великий, король (1157 — 1182)
- Ирландия — Руайдри Уа Конхобайр, верховный король (1166 — 1183)
  - Айлех — 
    - Ниалл мак Муйрхертах мак Лохлайнн, король (1167 — 1176)
    - Аэд Уа Нейлл, король (1167 — 1177)

  - Десмонд — Диармайт Мор Маккарти, король (1143 — 1175, 1176 — 1185)
  - Дублин — Аскалл мак Рагнайлл, король (1160 — 1162, 1166 — 1170)
  - Коннахт — Руайдри Уа Конхобайр, король (1156 — 1183)
  - Лейнстер — Диармайт Мак Мурхада, король (1126 — 1171)
  - Миде — Диармайт Мак Домнайлл Уа Маэл Сехлайнн, король (1155 — 1156, 1157 — 1158, 1160 — 1169)
  - Ольстер — Магнус мак Кон Улан мак Дуйнн Слейбе, король (1166 — 1171)
  - Томонд — 
    - Муйрхертах мак Тойрделбайг, король (1167 — 1168)
    - Домналл Мор мак Тойрделбайг, король (1168 — 1194)
- Испания —
  - Ампурьяс — Уго III, граф (ок. 1154 — ок. 1173)
  - Арагон — Альфонсо II Целомудренный, король (1164 — 1196)
  - Кастилия — Альфонсо VIII, король (1158 — 1214)
  - Леон — Фердинанд II, король Леона (1157 — 1188)
  - Майорка (тайфа) — Исхак, эмир (1156 — 1183)
  - Наварра — Санчо VI, король (1150 — 1194)
  - Пальярс Верхний — Артау (Артальдо) IV, граф (ок. 1167 — ок. 1182)
  - Пальярс Нижний — Арнау Миро I, граф (1124 — 1174)
  - Прованс — Альфонсо I (король Арагона Альфонсо II Целомудренный), граф (1167 — 1173, 1185 — 1196)
  - Урхель — Эрменгол VII, граф (1154 — 1184)
- Киевская Русь (Древнерусское государство) — Мстислав Изяславич, великий князь Киевский (1158 — 1159, 1167 — 1169, 1170)
  -  Белгородское княжество — Мстислав Ростиславич Храбрый, князь (1161 — 1163, 1167 — 1171)
  -  Владимиро-Суздальское княжество — Андрей Юрьевич Боголюбский, князь (1157 — 1174)
  -  Волынское княжество — Мстислав Изяславич, князь (1157 — 1170)
  -  Галичское княжество — Ярослав Владимирович Осмомысл, князь (1153 — 1187)
  -  Городенское княжество — Глеб Всеволодович, князь (ок. 1166 — 1170)
  -  Дорогобужское княжество — Владимир Андреевич, князь (1150 — 1152, 1156 — 1170)
  -  Курское княжество — Всеволод Святославич, князь (1164 — 1196)
  -  Луцкое княжество — Ярослав Изяславич, князь (1154 — 1180)
  -  Муромское княжество — Юрий Владимирович, князь (1161 — 1174)
  -  Новгород-Северское княжество — Олег Святославич, князь (1164 — 1180)
  -  Новгородское княжество — 
    - Святослав Ростиславич, князь (1157 — 1160, 1161 — 1168)
    - Роман Мстиславич, князь (1168 — 1170)

  -  Овручское княжество — Рюрик Ростиславич, князь (1168 — 1194)
  -  Переяславское княжество — Глеб Юрьевич, князь (1154 — 1169)
  -  Полоцкое княжество — Всеслав Василькович, князь (1162 — 1167, 1167 — 1180)
    -  Витебское княжество — Брячислав Василькович, князь (1168 — 1175, 1178 — 1181)
    -  Друцкое княжество — Рогволод Борисович, князь (1127 — 1129, 1140 — 1144, 1158 — 1159, 1162 — ок. 1171)

  -  Рязанское княжество — Глеб Ярославич, князь (1145 — 1147, 1148 — 1153, 1161 — 1178)
  -  Смоленское княжество — Роман Ростиславич, князь (1159 — 1171, 1173 — 1174, 1176 — 1180)
  -  Туровское княжество — Иван Юрьевич, князь (1167 — 1190, 1195 — 1207)
  -  Черниговское княжество — Святослав Всеволодович, князь (1164 — 1180)
- Норвегия — Магнус V, король (1161 — 1184)
- Островов королевство — 
  - Дугал, король Островов и Аргайла (1164 — ок. 1200)
  - Ангус, король Островов и Гарморана (1164 — 1210)
  - Ранальд, король Островов и Кинтайра (1164 — 1209)
  - Годред II, король Островов и Мэна (1164 — 1187)
- Папская область — 
  - Александр III, папа римский (1159 — 1181)
  - Пасхалий III, антипапа (1164 — 1168)
  - Каликст III, антипапа (1168 — 1177)
- Польша — Болеслав IV Кудрявый, князь-принцепс (1146 — 1173)
  - Великопольское княжество — Мешко, князь[англ.] (1138 — 1179, 1181 — 1202)
  - Сандомирское княжество — Болеслав Кудрявый, князь (1166 — 1173)
  - Силезское княжество — 
    - Болеслав I Долговязый, князь[англ.] (1163 — 1173)
    - Мешко I Плясоногий, князь[англ.] (1163 — 1173)

  - Мазовецкое княжество — Болеслав Кудрявый, князь[англ.] (1138 — 1173)
- Померания — 
  - Померания-Деммин — Казимир I, князь (1156 — 1180)
  - Померания-Штеттин — Богуслав I, князь (1156 — 1187)
- Померелия (Поморье) — Собеслав I, князь (1155 — 1177)
- Португалия — Афонсу I Великий, король (1139 — 1185)
- Священная Римская империя — Фридрих I Барбаросса, император Священной Римской империи, король Германии (1155 — 1190)
  - Австрия — Генрих II Язомирготт, герцог (1156 — 1177)
  - Бавария — Генрих XII Лев, герцог (1156 — 1180)
  - Баден — Герман IV, маркграф (1160 — 1190)
  - Бар — Рено II, граф (1149 — 1170)
  - Берг — Энгельберт I, граф (1160 — 1189)
  - Бранденбург — Альбрехт Медведь, маркграф (1157 — 1170)
  - Верхняя Лотарингия — Матье I, герцог (1139 — 1176)
  - Вюртемберг — Людвиг II, граф (1158 — 1181)
  - Гелдерн — Генрих I, граф (1131 — 1182)
  - Голландия — Флорис III, граф (1157 — 1190)
  - Гольштейн — Адольф III, граф (1164 — 1203)
  - Каринтия — Герман, герцог (1161 — 1181)
  - Клеве — Дитрих II, граф (1147 — 1172)
  - Лимбург — Генрих III, герцог (1167 — 1221)
  - Лувен — Готфрид III Смелый, граф (1142 — 1190)
  - Лужицкая (Саксонская Восточная) марка — Дитрих II, маркграф (1156 — 1185)
  - Люксембург — Генрих IV Слепой, граф (1136 — 1196)
  - Мейсенская марка — Оттон II Богатый, маркграф (1156 — 1190)
  - Мекленбург — Прибислав, князь (1167 — 1178)
  - Монбельяр — Амадей, граф (1163 — 1195)
  - Монферрат — Вильгельм V Старый, маркграф (ок. 1136 — 1191)
  - Намюр — Генрих I (Генрих IV Люксембургский), граф (1139 — 1189)
  - Нассау — Вальрам I, граф (1154 — 1198)
  - Нижняя Лотарингия — Готфрид VII, герцог (1142 — 1190)
  - Ольденбург — Мориц I, граф (1167 — 1209)
  - Рейнский Пфальц — Конрад, пфальцграф (1156 — 1195)
  - Саарбрюккен — Симон I, граф (1135 — 1182)
  - Савойя — Гумберт III, граф (1148 — 1189)
  - Саксония — Генрих Лев, герцог (1142 — 1180)
  - Салуццо — Манфред I, маркграф (1125 — 1175)
  - Сполето — Вельф VI, герцог (1152 — 1160, 1167 — 1173)
  - Тироль — Бертольд, граф (1165 — 1180)
  - Тюрингия — Людвиг II Железный, ландграф (1140 — 1172)
  - Церинген — Бертольд IV, герцог (1152 — 1186)
  - Чехия — Владислав I, король (1158 — 1172)
    - Брненское княжество — Владислав I (король), князь (ок. 1161 — 1172)
    - Зноемское княжество — Конрад III Ота, князь (ок. 1161 — 1191)
    - Оломоуцкое княжество — Фридрих (Бедржих), князь (1162 — 1173)

  - Швабия — Фридрих V, герцог (1167 — 1170)
  - Шверин — Гунцелин I, граф (ок. 1167 — 1185)
  - Штирия (Карантанская марка) — Отакар IV, маркграф (1164 — 1180)
  - Эно (Геннегау) — Бодуэн IV, граф (1120 — 1171)
  - Юлих — Вильгельм I, граф (1143 — 1176)
- Сербия —
  - Дукля — Михайло III Воислав, жупан (1162 — 1186)
  - Рашка — Стефан I Неманя, великий жупан (1166 — 1196)
- Сицилийское королевство — Вильгельм II Добрый, король (1166 — 1189)
  - Таранто — Вильгельм II Добрый, князь (1157 — 1189)
- Уэльс —
  - Гвинед — Оуайн ап Грифид, король (1137 — 1170)
  - Дехейбарт — Рис ап Грифид, король (1155 — 1197)
  - Поуис Вадог — Грифид Майлор, король (1160 — 1191)
  - Поуис Венвинвин — Оуайн Кивейлиог, король (1160 — 1195)
- Франция — Людовик VII, король (1137 — 1180)
  - Аквитания — Алиенора, герцогиня (1137 — 1204)
    - Арманьяк — Бернар IV, граф (1160 — 1193)

  - Ангулем — Гильом VI, граф (1140 — 1179)
  - Анжу — Генрих II Плантагенет, граф (1151 — 1189)
  - Блуа — Тибо V, граф (1152 — 1191)
  - Бретань — Констанция, герцогиня (1166 — 1196)
    - Нант — Генрих II Плантагенет, граф (1158 — 1185)
    - Ренн — Констанция, графиня (1166 — 1196)

  - Булонь — Матье Эльзасский, граф (1160 — 1173)
  - Бургундия (герцогство) — Гуго III, герцог (1162 — 1192)
  - Бургундия (графство) — Беатрис I, пфальцграфиня (1148 — 1184)
  - Вермандуа — Филипп Эльзасский, граф (1167 — 1191)
  - Макон — Жеро I, граф (1155 — 1184)
  - Невер — 
    - Гильом IV, граф (1161 — 1168)
    - Ги I, граф (1168 — 1175)

  - Нормандия — Генрих II Плантагенет, герцог (1150 — 1189)
  - Овернь — Гильом VIII, граф (1155 — 1182)
  - Прованс — 
    - Раймунд V Тулузский, маркиз (1148 — 1194)
    - Альфонс II Тулузский, маркиз (1148 — ок. 1175)

  - Руссильон — Жирар II, граф (1164 — 1172)
  - Тулуза — 
    - Раймонд V, граф (1148 — 1194)
    - Альфонс II, граф (1148 — ок. 1175)

  - Фландрия — 
    - Тьерри Эльзасский, граф (1128 — 1168)
    - Филипп Эльзасский, граф (1168 — 1191)

  - Фуа — Роже Бернар I, граф (1148 — 1188)
  - Шалон — Гильом II, граф (1166 — 1192)
  - Шампань — Генрих I, граф (1152 — 1181)
- Швеция — Кнут I Эрикссон, король (1167 — 1196)
- Шотландия — Вильгельм I Лев, король (1165 — 1214)

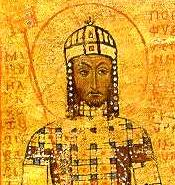
Мануил I Комнин 1143-1180 Император Византии
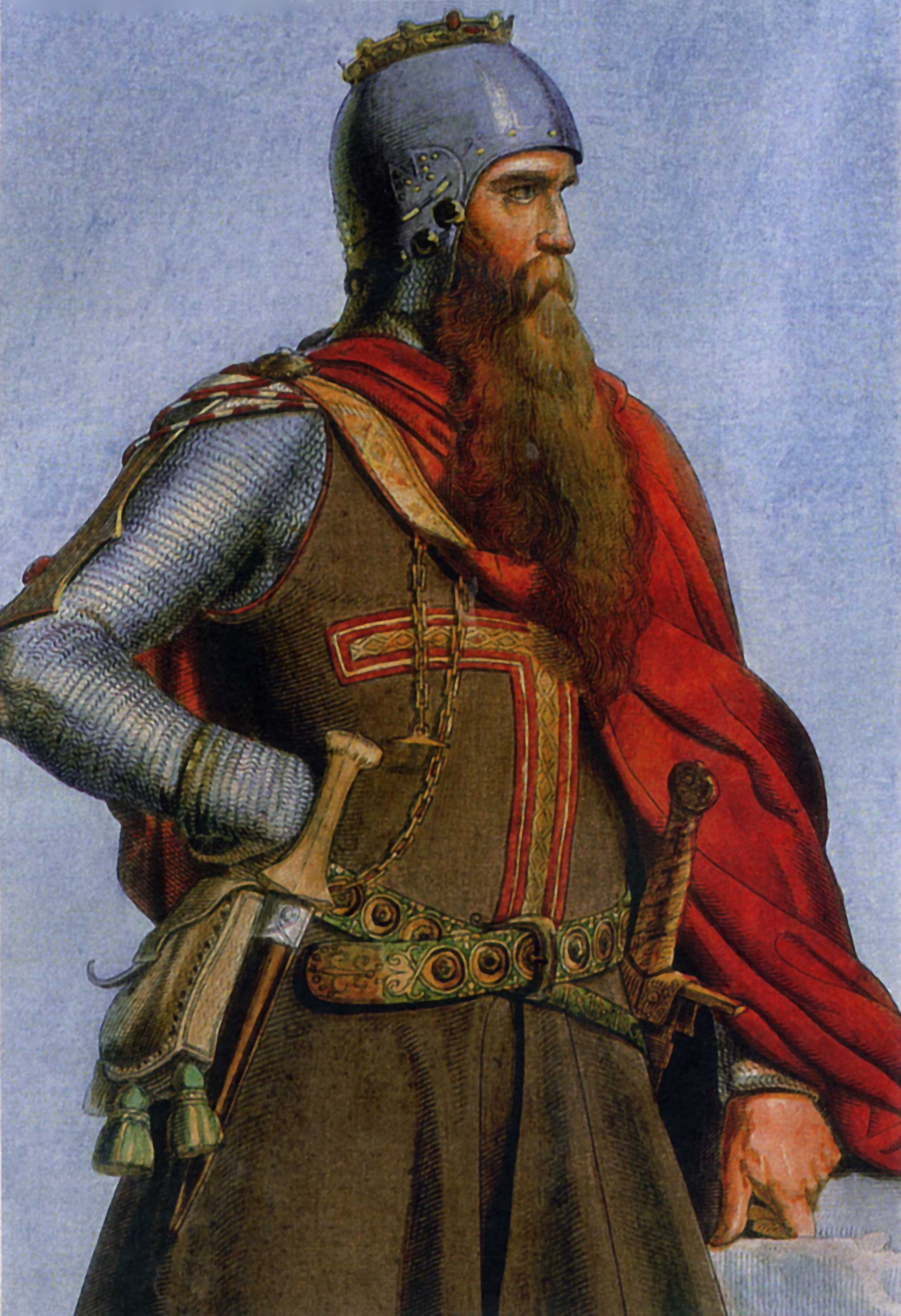
Фридрих I Барбаросса 1155-1190 Император Священной Римской империи
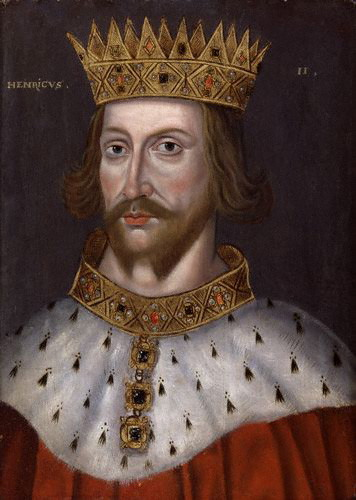
Генрих II Плантагенет 1154-1189 Король Англии
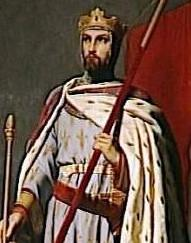
Людовик VII 1137-1180 Король Франции
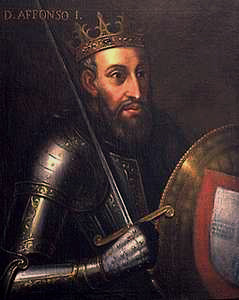
Афонсу I Великий 1139-1185 Король Португалии
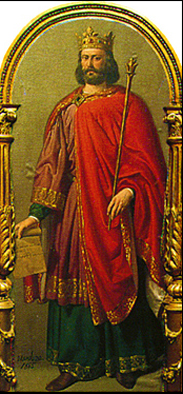
Санчо VI Мудрый 1150-1194 Король Наварры
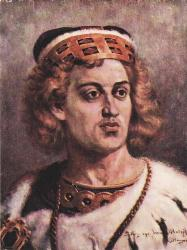
Болеслав IV Кудрявый 1146-1173 Князь-принцепс Польши
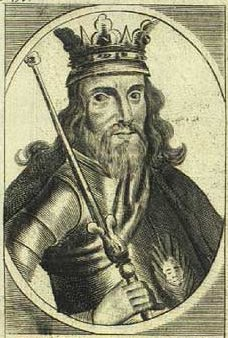
Вальдемар I Великий 1157-1182 Король Дании
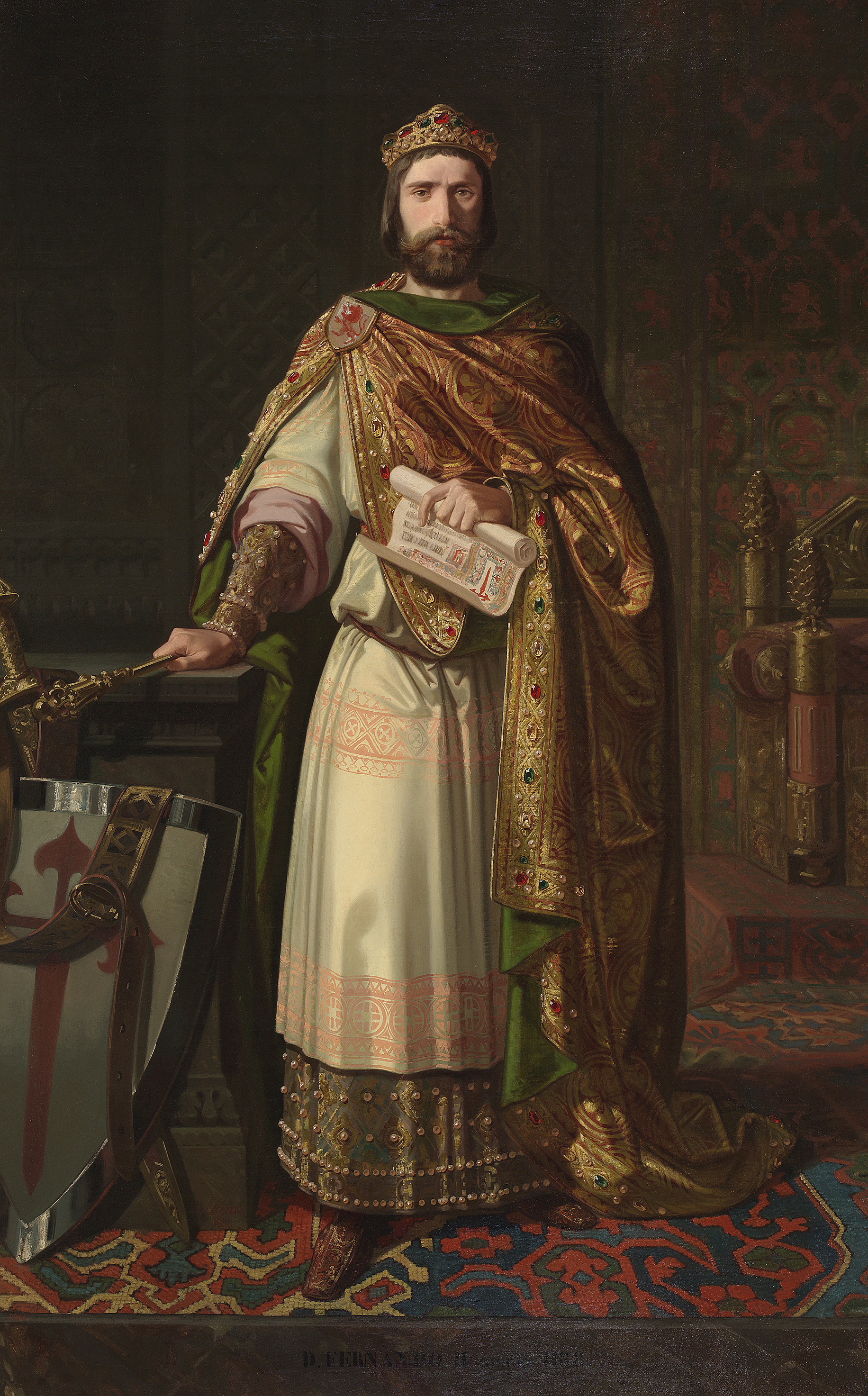
Фердинанд II 1157-1188 Король Леона
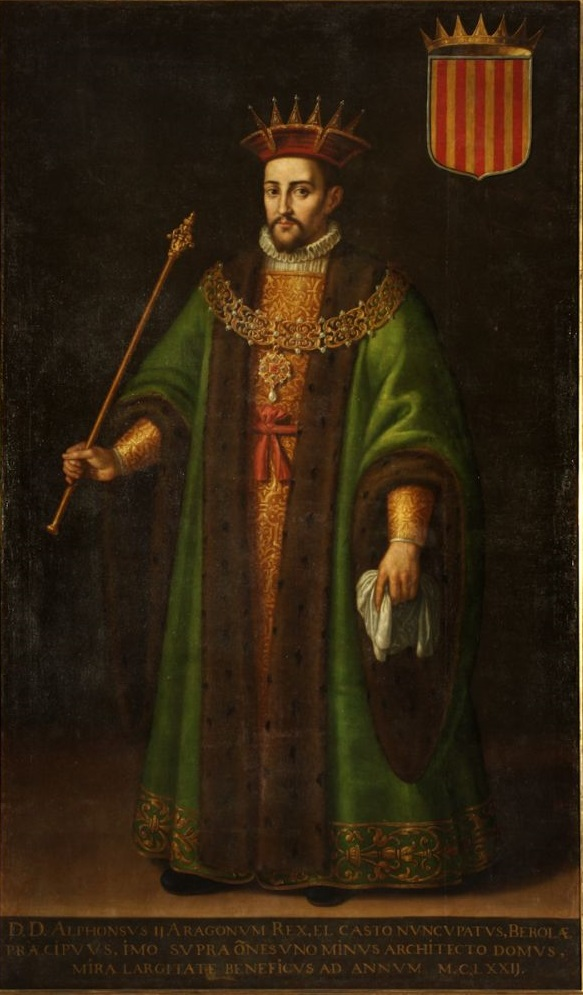
Альфонсо II Целомудренный 1164-1196 Король Арагона
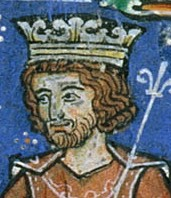
Амори I 1162-1174 Король Иерусалима
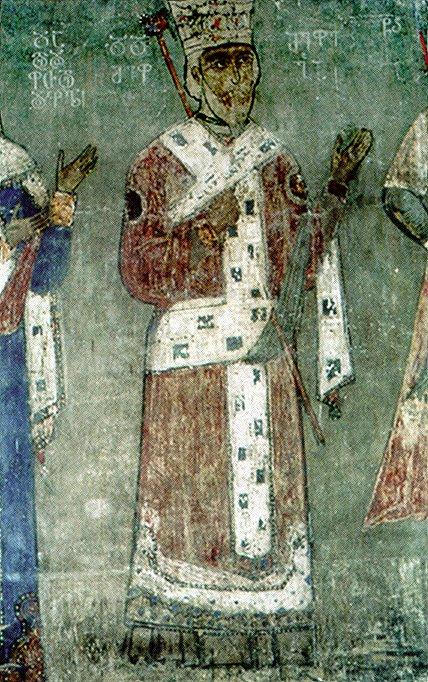
Георгий III 1156-1184 Царь Грузии
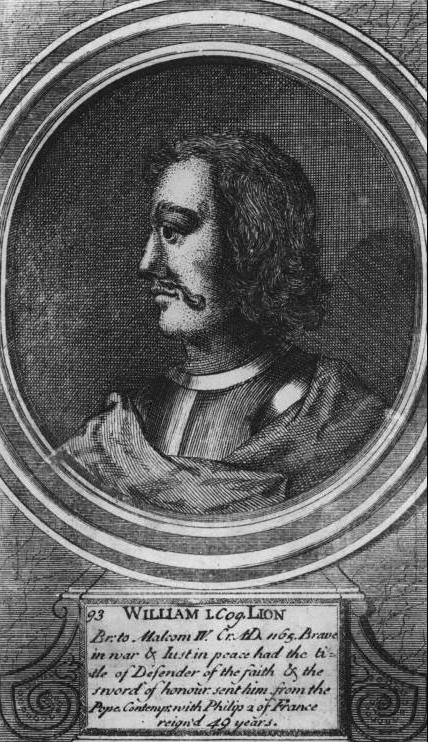
Вильгельм I Лев 1165-1214 Король Шотландии
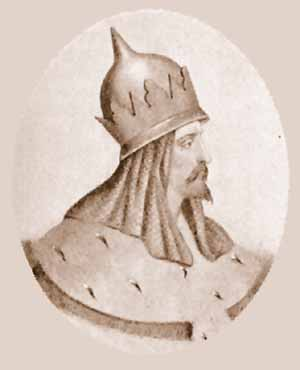
Мстислав Изяславич 1167-1169, 1170 Великий князь Киевский
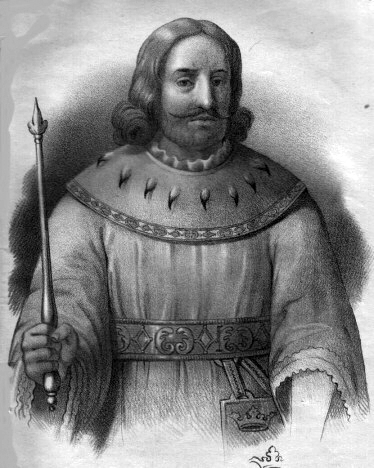
Кнут I Эрикссон 1167-1196 Король Швеции
Сяо-цзун 1162-1189 Император Китая
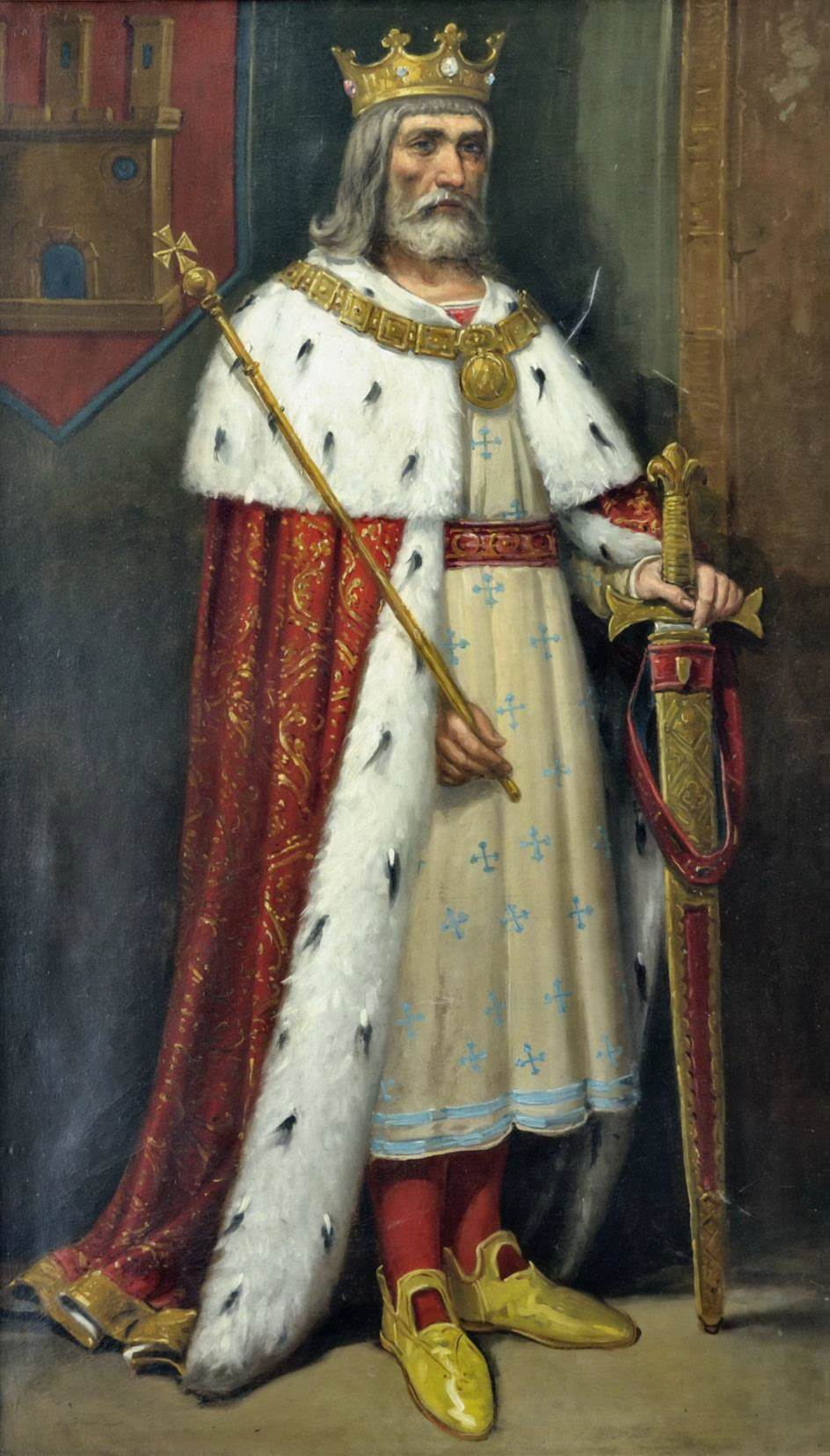
Альфонсо VIII 1158-1214 Король Кастилии
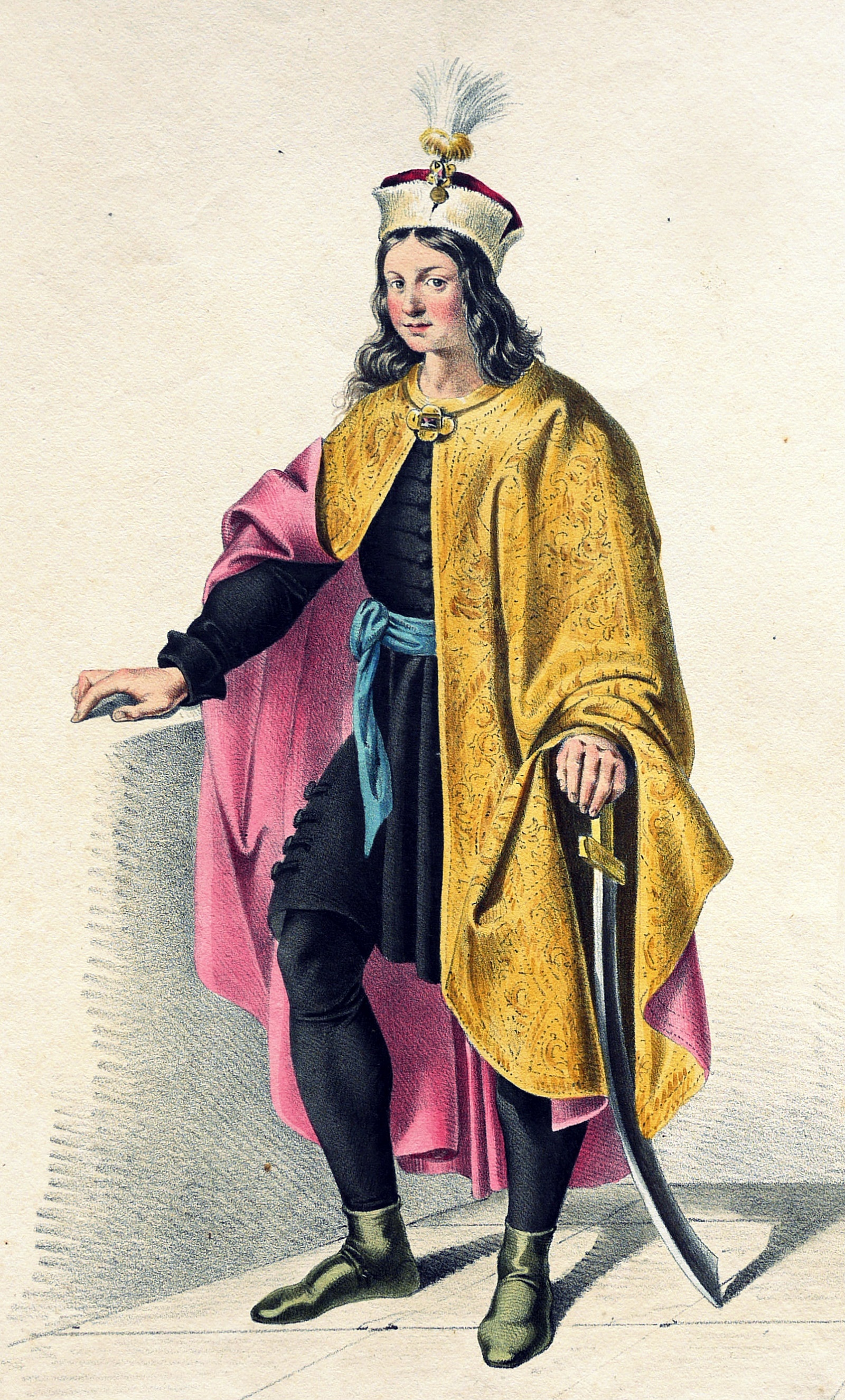
Иштван III 1162-1172 Король Венгрии
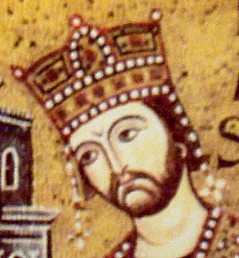
Вильгельм II Добрый 1166-1189 Король Сицилии
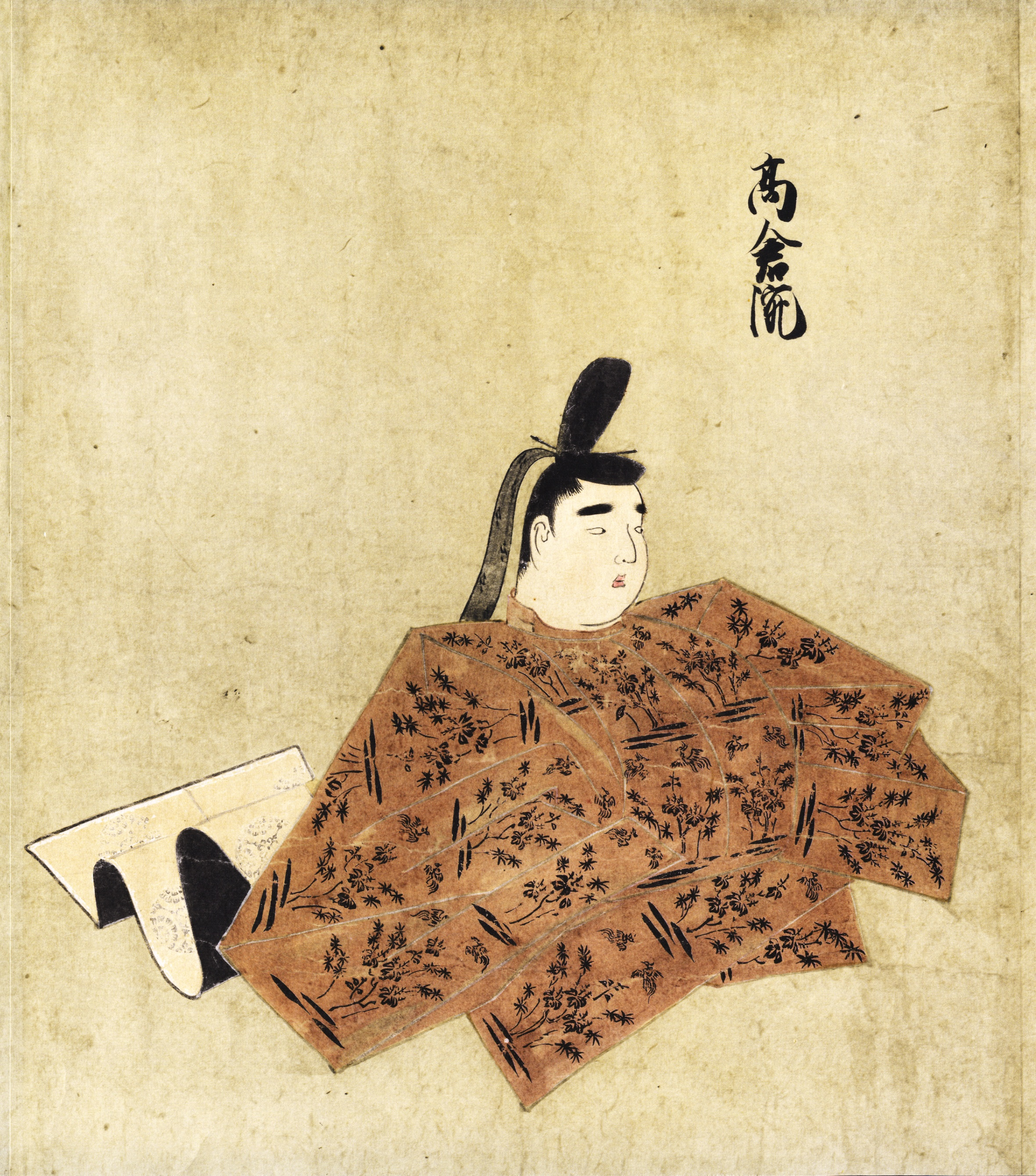
Такакура 1168-1180 Император Японии
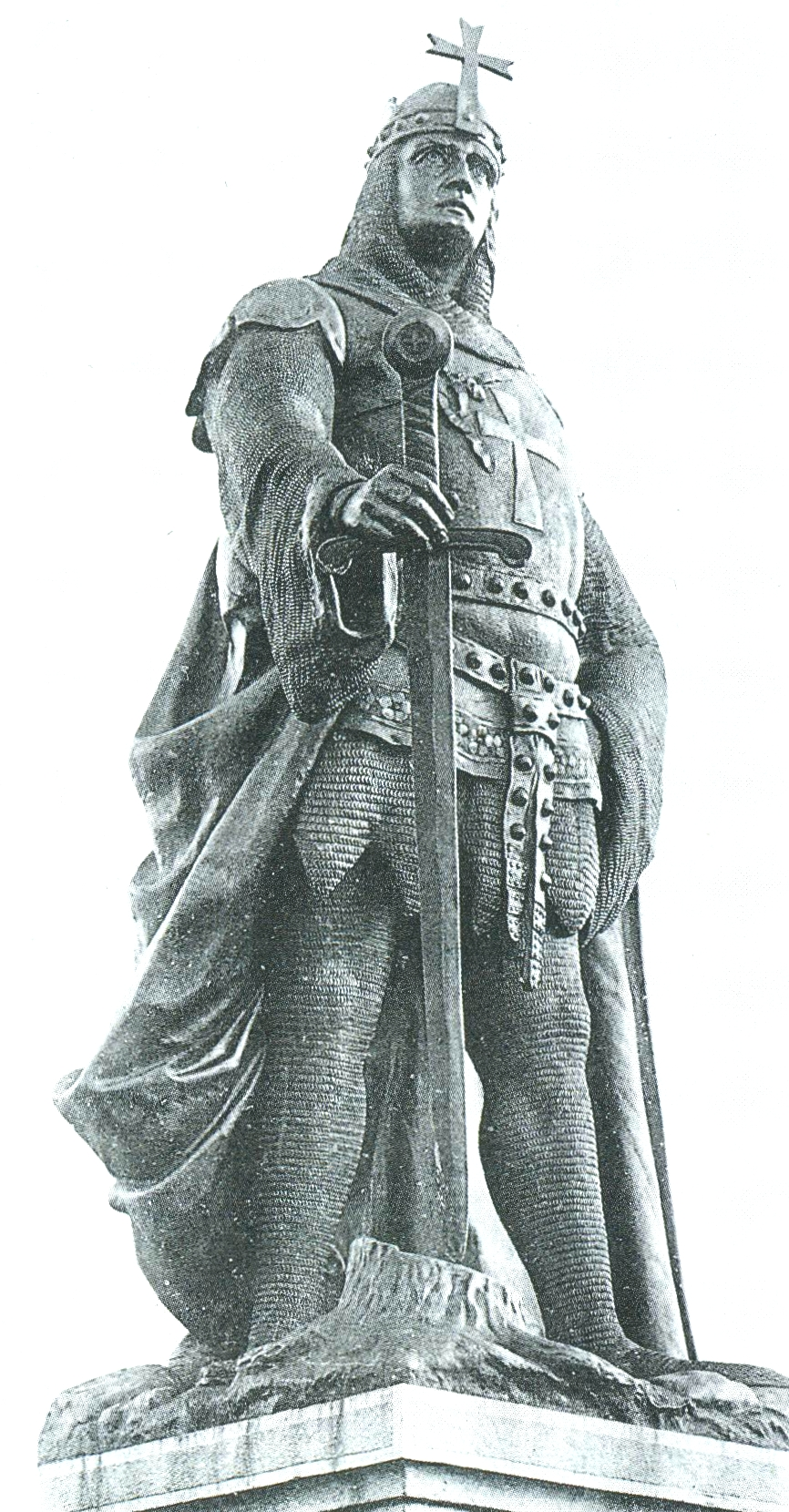
Альбрехт Медведь 1157-1170 Маркграф Бранденбургский
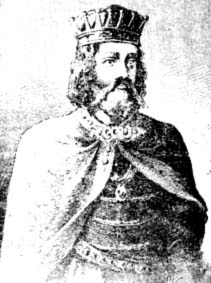
Стефан Неманя 1166-1196 Великий жупан Рашки
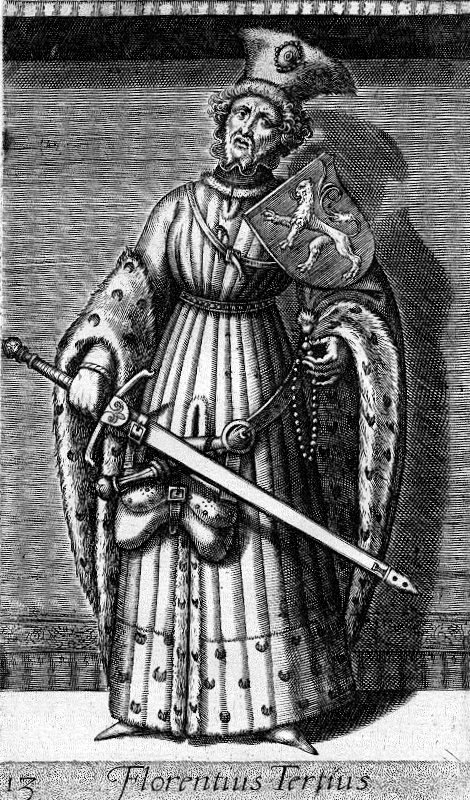
Флорис III 1157-1190 Граф Голландии
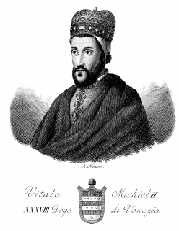
Витале II Микель 1156-1172 Дож Венеции
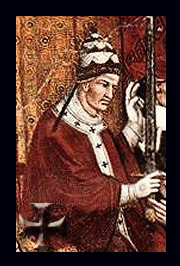
Александр III 1159-1181 Папа римский